# Campeonato Paraguaio de Futebol de 1912
O Campeonato Paraguaio de Futebol de 1912 foi o sexto torneio desta competição. Recebeu o nome de "Copa El Diario", referente a um jornal local.Participaram quatro equipes. Por causa da liga dissidente (Copa Centenário)alguns clubes também se rebelaram e foram inclusos na liga rival
| Equipe                | Cidade   | Departamento     | No ano anterior                                                      | Estádio | Capacidade | Títulos        | Participações |
| --------------------- | -------- | ---------------- | -------------------------------------------------------------------- | ------- | ---------- | -------------- | ------------- |
| Club Presidente Hayes | Assunção | Distrito Capital | Campeão do Campeonato Paraguaio de Futebol de 1911 - Segunda Divisão | --      | --         | 0 (não possui) | 1             |
| Club Nacional         | Assunção | Distrito Capital | Campeão                                                              | --      | --         | 2 (1909, 1911) | 6             |
| Club Olimpia          | Assunção | Distrito Capital | Quinto Lugar                                                         | --      | --         | 0 (não possui) | 6             |
| Sol de América        | Assunção | Distrito Capital | Terceiro Lugar                                                       | --      | --         | 0 (não possui) | 2             |

## Premiação
| Campeonato Paraguaio 1912 Primeira Divisão |
| Assunção                                   |
| ------------------------------------------ |
| Club Olímpia Campeão (1º título)           |